# Hollywood Forever Cemetery
Hollywood Forever Cemetery est un cimetière situé au 6000 Santa Monica Boulevard à Hollywood (district de Los Angeles, Californie). Il est adjacent aux studios Paramount Pictures et aux studios RKO Pictures.

## Présentation
Créé en 1899 sur 100 acres (25 ha), il avait alors pour nom Hollywood Memorial Park Cemetery. En 1939, il est racheté par un voyou, Jules Roth, qui par la suite détourne le fonds destiné à entretenir le cimetière, naviguant sur un yacht initialement acheté pour disperser en mer les cendres des défunts qui l'avaient demandé. Il a été racheté en 1998 pour 375 000 dollars par la société Forever, d'où son nom actuel. Depuis, son directeur est Tyler Cassity. L'endroit cherchait depuis un certain temps un repreneur alors qu'il commençait à se délabrer : des sculptures tombaient en ruines, le crématorium ne fonctionnait plus depuis 1974 et certaines familles changeaient leur tombe de cimetière. Son projet, approuvé par le conseil municipal, a transformé le cimetière en lieu de festivités : des projections de films, des concerts (il y a une petite salle de 150 places, le Masonic Lodge) ou encore des fêtes en vue y sont organisés, notamment pour Halloween jusqu'en 2015.
Beaucoup de personnalités du monde du spectacle, du cinéma et de la télévision, des habitants de Los Angeles, sont enterrées à cet endroit. Il y a une partie du cimetière réservée à la communauté juive d'Hollywood, au sud-ouest : le cimetière de Beth-Olam.

## Célébrités inhumées
| Nom                                 | Métier                                                                      | Notes | Photo |
| ----------------------------------- | --------------------------------------------------------------------------- | --- | ----- |
| David Abel (1883-1973)              | directeur de la photographie                                                | |       |
| Don Adams (1923-2005)               | comédien                                                                    | |       |
| Adrian (1903-1959)                  | costumier                                                                   | |       |
| Renée Adorée (1897-1933)            | actrice                                                                     | |       |
| Adrian (1903-1959)                  | costumier                                                                   | |       |
| Frank Alexander (1879-1937)         | acteur                                                                      | |       |
| Gertrude Astor (1887-1977)          | actrice                                                                     | |       |
| Charles Avery (1873-1926)           | acteur et réalisateur                                                       | |       |
| Fred J. Balshofer (1877-1969)       | réalisateur et producteur                                                   | |       |
| William Beaudine (1892-1970)        | réalisateur                                                                 | |       |
| Carl Morgan Bigsby (1898-1959)      | ingénieur                                                                   | concepteur du premier missile balistique intercontinental Atlas                                                 |       |
| Mel Blanc (1908-1989)               | acteur et voix                                                              | sur sa tombe est gravé en guise d'épitaphe le célèbre slogan : « That's all Folks »                             |       |
| Edward Bunker (1933-2005)           | acteur                                                                      | |       |
| Louis Calhern (1895-1956)           | acteur                                                                      | |       |
| Lynn Cartwright (1927-2004)         | actrice                                                                     | femme de Leo Gordon                                                                                             |       |
| Harry Chandler (1864-1944)          | éditeur de journaux                                                         | |       |
| Hannah Chaplin (1865-1928)          | actrice et chanteuse de music-hall                                          | mère de Charlie Chaplin                                                                                         |       |
| Charles Chaplin Jr. (1925-1968)     | acteur                                                                      | fils de Charlie Chaplin                                                                                         |       |
| Émile Chautard (1864-1934)          | acteur, réalisateur français                                                | |       |
| Chef Luther Ours Debout             | acteur sioux                                                                | |       |
| Al Christie (1881-1951)             | réalisateur, producteur et scénariste                                       | |       |
| Harry Cohn (1891-1958)              | fondateur de Columbia Pictures                                              | |       |
| Chris Cornell (1964-2017)           | chanteur des groupes de rock Temple of the Dog, Soundgarden puis Audioslave | |       |
| Alan Crosland (1894-1936)           | réalisateur                                                                 | |       |
| James Cruze (1884-1942)             | acteur, réalisateur, producteur et scénariste                               | |       |
| Irving Cummings (1888-1956)         | acteur, réalisateur, scénariste et producteur                               | |       |
| Viola Dana (1897-1987)              | actrice                                                                     | |       |
| Karl Dane (1886-1934)               | acteur                                                                      | |       |
| Bebe Daniels (1901-1972)            | actrice                                                                     | |       |
| Joe Dassin (1938-1980)              | chanteur franco-américain                                                   | il est inhumé dans le carré juif                                                                                |       |
| Marion Davies (1897-1961)           | actrice                                                                     | |       |
| William C. de Mille (1878-1955)     | réalisateur                                                                 | |       |
| Cecil B. DeMille (1881-1959)        | réalisateur, producteur                                                     | |       |
| Nelson Eddy (1901-1967)             | acteur, chanteur                                                            | |       |
| Douglas Fairbanks (1883-1939)       | acteur                                                                      | |       |
| Douglas Fairbanks Jr. (1909-2000)   | acteur                                                                      | |       |
| Julia Faye (1893-1966)              | actrice                                                                     | |       |
| Peter Finch (1916-1976)             | acteur                                                                      | |       |
| Victor Fleming (1889-1949)          | réalisateur                                                                 | |       |
| John Foreman (1925-1992)            | producteur                                                                  | |       |
| William Gable (1870-1948)           | foreur de puits de pétrole                                                  | père de l'acteur Clark Gable                                                                                    |       |
| Tony Gaudio (1883-1951)             | directeur de la photo                                                       | |       |
| Janet Gaynor (1906-1984)            | actrice                                                                     | |       |
| Gidget Gein (1969-2008)             | musicien, plasticien                                                        | |       |
| Estelle Getty (1923-2008)           | actrice                                                                     | |       |
| Leo Gordon (1922-2000)              | acteur                                                                      | mari de Lynn Cartwright                                                                                         |       |
| Joan Hackett (1934-1983)            | actrice                                                                     | |       |
| Mildred Harris (1901-1944)          | actrice                                                                     | |       |
| Anne Heche (1969-2022)              | actrice, réalisatrice, scénariste et productrice                            | |       |
| Woody Herman (1913-1987)            | musicien                                                                    | |       |
| David Horsley (1873-1933)           | producteur britannique                                                      | |       |
| John Huston (1906-1987)             | réalisateur, scénariste                                                     | |       |
| Erich Wolfgang Korngold (1897-1957) | compositeur                                                                 | |       |
| Don LaFontaine (1940-2008)          | acteur                                                                      | "roi des bandes annonces"                                                                                       |       |
| Jesse L. Lasky (1880-1958)          | cofondateur de la Paramount Pictures                                        | |       |
| Florence Lawrence (1886-1938)       | actrice canadienne                                                          | la "Biograph Girl"                                                                                              |       |
| Henry Lehrman (1886-1946)           | réalisateur, acteur et scénariste                                           | il est enterré à côté de Virginia Rappe dont il était le fiancé à sa mort                                       |       |
| Peter Lorre (1904-1964)             | acteur                                                                      | |       |
| David Lynch (1946-2025)             | réalisateur, acteur et musicien                                             | |       |
| Hattie McDaniel (1895-1952)         | actrice                                                                     | cénotaphe érigé en 1999 ; à sa mort, son inhumation au cimetière est refusée à cause de la ségrégation raciale) |       |
| Darren McGavin (1922-2006)          | acteur                                                                      | |       |
| Jeanie Macpherson (1887-1946)       | actrice, scénariste                                                         | |       |
| Jayne Mansfield (1933-1967)         | actrice                                                                     | cénotaphe, elle est enterrée en Pennsylvanie                                                                    |       |
| Hattie McDaniel (1895-1952)         | actrice, chanteuse, compositrice et comédienne                              | cénotaphe |       |
| June Mathis (1887-1927)             | scénariste                                                                  | |       |
| Adolphe Menjou (1890-1963)          | acteur                                                                      | |       |
| Arthur C. Miller (1895-1970)        | directeur de la photo                                                       | |       |
| Paul Muni (1895-1967)               | acteur                                                                      | |       |
| Dudley Nichols (1895-1960)          | scénariste                                                                  | |       |
| Maila Nurmi (1921-2008)             | actrice                                                                     | |       |
| Serge Oukrainsky (1885-1972)        | danseur                                                                     | |       |
| Barbara Pepper (1915-1969)          | actrice                                                                     | |       |
| Art Pepper (1925-1982)              | acteur                                                                      | |       |
| Pauline Pfeiffer (1895-1951)        | journaliste                                                                 | seconde femme d'Ernest Hemingway                                                                                |       |
| Eleanor Powell (1912-1982)          | actrice, danseuse                                                           | |       |
| Tyrone Power (1914-1958)            | acteur                                                                      | |       |
| Christopher Quinn (1938-1941)       |                                                                             | fils de l'acteur Anthony Quinn                                                                                  |       |
| Johnny Ramone (1948-2004)           | musicien et membre du groupe Ramones                                        | cénotaphe |       |
| Dee Dee Ramone (1951-2002)          | musicien et membre du groupe Ramones                                        | |       |
| Virginia Rappe (1891-1921)          | actrice                                                                     | Roscoe Arbuckle avait été accusé de l'avoir tuée lors de l'affaire Roscoe Arbuckle                              |       |
| Rodd Redwing (1904-1971)            | acteur                                                                      | |       |
| Nelson Riddle (1921-1985)           | musicien                                                                    | |       |
| Theodore Roberts (1861-1928)        | acteur                                                                      | |       |
| Edward G. Robinson Jr. (1933-1974)  | acteur                                                                      | fils de Edward G. Robinson                                                                                      |       |
| Mickey Rooney (1920-2014)           | acteur, réalisateur et producteur                                           | |       |
| Harold Rosson (1895-1988)           | directeur de la photo                                                       | |       |
| Ann Savage (1921-2008)              | actrice                                                                     | |       |
| Joseph Schildkraut (1896-1964)      | acteur, réalisateur et producteur                                           | |       |
| Leon Schlesinger (1884-1949)        | chef de l'animation à Warner Bros                                           | |       |
| Tony Scott (1944-2012)              | réalisateur, scénariste et producteur                                       | |       |
| Almira Sessions (1888-1974)         | actrice                                                                     | |       |
| Peggy Shannon (1907-1941)           | actrice                                                                     | |       |
| Ann Sheridan (1915-1967)            | acteur                                                                      | |       |
| Bugsy Siegel (1906-1947)            | gangster                                                                    | |       |
| Pete Stanley (1939-2010)            | musicien                                                                    | joueur de banjo de musique bluegrass                                                                            |       |
| Ford Sterling (1883-1939)           | acteur et réalisateur                                                       | |       |
| Yma Sumac (1922-2008 )              | chanteuse                                                                   | |       |
| Carl Switzer (1927-1959)            | acteur                                                                      | |       |
| Constance Talmadge (1898-1973)      | actrice                                                                     | |       |
| Natalie Talmadge (1896-1969)        | actrice                                                                     | |       |
| Norma Talmadge (1894-1957)          | actrice                                                                     | |       |
| Eva Tanguay (1878-1947)             | vedette de l'industrie du vaudeville                                        | |       |
| William Desmond Taylor (1872-1922)  | réalisateur, acteur, producteur et scénariste                               | |       |
| Estelle Taylor (1894-1958)          | actrice                                                                     | |       |
| Gregg Toland (1904-1948)            | directeur de la photo                                                       | |       |
| Toto                                | chien acteur                                                                | le chien du film Le Magicien d'Oz                                                                               |       |
| Tamara Toumanova (1919-1996)        | actrice                                                                     | |       |
| Rudolph Valentino (1895-1926)       | acteur                                                                      | |       |
| Jean Wallace (1923-1990)            | actrice                                                                     | |       |
| Franz Waxman (1906-1967)            | compositeur                                                                 | |       |
| Clifton Webb (1889-1966)            | acteur                                                                      | |       |
| Scott Weiland (1967-2015)           | chanteur des Stone Temple Pilots et de Velvet Revolver                      | |       |
| Mae E. White (1885-1967)            |                                                                             | grand-mère de Carol Burnett                                                                                     |       |
| David White (1916-1990)             | acteur                                                                      | |       |
| Jonathan White (1955-1988)          | mort dans l'attentat de Lockerbie                                           | fils de l'acteur David White                                                                                    |       |
| Harvey Henderson Wilcox (1832-1891) | fondateur de Hollywood                                                      | |       |
| Rozz Williams (1963-1998)           | musicien                                                                    | |       |
| Fay Wray (1907-2004)                | actrice                                                                     | |       |
| Anton Yelchin (1989-2016)           | acteur                                                                      | |       |
| Victor Young (1900-1956)            | compositeur                                                                 | |       |